# Protowo
Protowo (niem. Prothen lub Prowothine) – osada w Polsce położona w województwie warmińsko-mazurskim, w powiecie elbląskim, w gminie Rychliki przy drodze wojewódzkiej nr 527.
W latach 1975–1998 miejscowość administracyjnie należała do województwa elbląskiego.

## Historia
W zapisach źródłowych Prowothine, Procotheyn, Prowotheyn i Probotheyn. Według profesora J. Powierskiego miejscowa nazwa Prowothine, wzmiankowana po raz pierwszy w 1306 roku, może pochodzić od nazwy Provota, to jest strugi płynącej stąd do Dzierzgonii.
Prawdopodobnie początkowo Protowo stanowiło wspólne dobra Prusa Jonyke (bona Jonyken), wzmiankowane w 1299 roku, a po 1323 roku ze względów "spadkowych" zostały podzielone. Wspomniana wyżej nazwa Prowothine użyta została w zapisie lokacyjnym z 24 października 1306 roku wydanym w Dzierzgoniu przez mistrza krajowego Zakonu – Siegharda von Schwarzenburga, który nadał pole Protowo (das Feld Prowothine) liczące 34 łany Prusowi Joniko i jego spadkobiercom. Pole rozciągało się od rzeki Dzierzgoń w kierunku dóbr w Kołtynianach (Kolteney). Joniko, jako zasadźca otrzymywał od obsadzonych tu chłopów szarwark i dziesięcinę, ponadto musiał wystawić jednego zbrojnego na wyprawy wojenne – rajzy. Sam zobowiązany był do świadczeń w naturze, jednego korca pszenicy i żyta i inne, które rokrocznie musiał dostarczać do komturii w Dzierzgoniu.
Protowo było prawdopodobnie do 1427 roku wioską "wolnych Prusów", a następnie dobrami lennymi. Dopiero z 1631 roku pochodzi następna informacja, że zmarł kanclerz Merten von Wallenrodt "dziedzic na Protowie", a jego następca Achacy von Wallenrodt przekazał Protowo w posagu Sebastianowi von Reibnitz, którego córka (jedynaczka) była żoną wspomnianego Mertena.
Według Goldbecka w 1785 roku Protowo to dobra szlacheckie, folwark i wieś z 10 "dymami", należące do Jankowa. W 1939 roku Jankowo, z Sójkami, Świdami i Protowem miało 441 mieszkańców.